# Parkash Gian
Parkash Gian (ur. 19 czerwca 1937 w Delhi) – indyjski zapaśnik walczący w stylu wolnym. Olimpijczyk z Rzymu 1960, gdzie zajął piętnaste miejsce w kategorii do 67 kg.

## Letnie Igrzyska Olimpijskie 1960
| Konkurencja      | Rundy eliminacyjne    | Rundy eliminacyjne | Rundy eliminacyjne        | Klas. końcowa |
| Konkurencja      | Przeciwnik I          | Przeciwnik II      | Przeciwnik III            | Miejsce       |
| ---------------- | --------------------- | ------------------ | ------------------------- | ------------- |
| 67 kg styl wolny | Shelby Wilson (USA) P | José Yáñez (CUB) Z | Martti Peltoniemi (FIN) P | 15.           |